# Камчатская губерния
Камчатская губерния — административно-территориальная единица РСФСР, существовавшая в 1922—1926 годах. Центр — город Петропавловский Порт (с 1924 г. Петропавловск-Камчатский).
Губерния образована 10 ноября 1922 года из бывшей Камчатской области.
Делилась на 6 уездов: Анадырский, Чукотский, Гижигинский, Охотский, Командорский и Петропавловский.

## История
В середине 1920-х годов в СССР стала проводиться административно-территориальная реформа. По ней уезды и волости повсеместно заменялись районами.
Камчатский губревком приступил к подготовительной работе по районированию Камчатской губернии во втором полугодии 1925 года, так как уже шла подготовка к административно-территориальным преобразованиям на Дальнем Востоке. 7 октября 1925 года на заседании Камчатского губревкома был рассмотрен проект районирования Камчатской губернии. За основу новых административно-территориальных формирований были взяты территории сложившихся к этому времени 14 бывших волостей в Камчатском округе. Они были только в бывшем Петропавловском уезде — 9 волостей.
4 января 1926 года губерния ликвидирована и преобразована в Камчатский округ. Её территория стала частью Дальневосточного края.